# Quốc lộ 4 (Ba Lan)
Quốc lộ 4 (tiếng Ba Lan: Droga krajowa nr 4) là một tuyến đường thuộc mạng lưới đường bộ quốc gia Ba Lan. Đường cao tốc kết nối các khu vực phía Nam của Ba Lan. Quốc lộ 4 chạy từ Jędrzychowice gần Zgorzelec ở biên giới Đức đến Korczowa ở biên giới Ukraine, như đường cao tốc A4. Quốc lộ 4 là một phần của đường cao tốc châu Âu E40.
Đường cao tốc A4 đã được hoàn thành vào tháng 7 năm 2016, do đó, toàn bộ đường 4 cũ đã được đổi tên thành quốc lộ 94.

## Các thành phố và thị trấn lớn dọc theo tuyến đường
- Zgorzelec (đường 30, 94)
- Legnica (đường 3)
- Kostomłoty (đường 5)
- Bielany Wrocławskie (đường 5, 35)
- Opole
- Gliwice (đường cao tốc A1, 44, 78, 408)
- Katowice (đường 81, 86)
- Mysłowice (đường cao tốc S1)
- Chrzanów (đường 79)
- Kraków (đường 7, 44, 94)
- Targowisko (đường 75)
- Brzesko (đường 75)
- Tarnów (đường 73)
- Pilzno (đường 73)
- Rzeszów (đường 9, 19, đường 97)
- Jarosław (đường 94)
- Radymno (đường 77)
- Korczowa, biên giới với Ukraine